# 국사봉중학교
국사봉중학교(國思峰中學校)는 대한민국 서울특별시 동작구 상도동에 있는 공립 중학교이다.

## 학교 연혁
- 1986년 1월 19일 : 국사봉중학교 설립 인가
- 1986년 3월 1일 : 초대 이장호 교장 취임
- 1986년 3월 5일 : 1986학년도 신입생 입학식(1학년 10학급 610명)
- 1986년 4월 23일 : 개교식
- 1989년 2월 14일 : 제1회 졸업식(564명)
- 2010년 12월 7일 : 서울형 혁신학교 지정
- 2022년 2월 9일 : 제34회 졸업식 (107명 졸업, 총 졸업생 9,001명)
- 2022년 3월 1일 : 제12대 박진교 교장 취임

## 참고 자료
- 국사봉중학교 - 한국교육학술정보원 학교알리미